# Det är demokratin, dumbom!
Det är demokratin, dumbom! är en bok av Per Ahlmark från 2004.
Boken bygger på ett antal av Per Ahlmarks kolumner som 2002 och 2003 publicerats på Dagens Nyheters ledarsida. Dessa skrevs innan USA:s och Storbritanniens anfall mot Irak 2003. Ahlmark argumenterade för att Irak borde demokratiseras för sitt eget folks och för Mellanösterns skull.

## Utgåvor
- 2004 - ISBN 91-7566-548-4
- 2004 - pocketupplaga ISBN 91-7566-559-X